# テクノ・バイブル
『テクノ・バイブル』 (Techno Bible) は、1992年8月21日にリリースされたイエロー・マジック・オーケストラ (YMO) のCD-BOX。

## 解説
ディスク5枚組とブックレットによるボックスセットで、限定10,000セットが販売された。ディスクの内容は以下の通り。
- Disc 1:初期のオリジナル音源
- Disc 2:中期のオリジナル音源
- Disc 3:後期のオリジナル音源
- Disc 4:ライヴ音源
- Disc 5:リミックス音源、レア音源

## ブックレット
- 細野晴臣ロングインタビュー「YMOの時代、時代のYMO」（1992年）
細野はインタビューの中では明らかにしていないが、後年この時点で、既に「再生」に向けて動き始めていたことを明らかにしている。
- 歌詞（対訳付き）
- 年表（1978〜1984）
- ディスコグラフィ
  - オリジナル・アルバム
  - コンピレーション・リミックス
  - シングル
- ライブ・データ（1978〜1983）

## 収録曲

### Disc 1 (The Early)
1. Rydeen
アルバム『ソリッド・ステイト・サヴァイヴァー』より。
2. Absolute Ego Dance
アルバム『ソリッド・ステイト・サヴァイヴァー』より。
3. Mad Pierrot
アルバム『イエロー・マジック・オーケストラ (US版)』より。
4. Tong Poo
アルバム『イエロー・マジック・オーケストラ』より。
5. Behind the Mask
アルバム『ソリッド・ステイト・サヴァイヴァー』より。
6. Nice Age
アルバム『増殖』より。
7. Citizens of Science
アルバム『増殖』より。
8. Technopolis
アルバム『ソリッド・ステイト・サヴァイヴァー』より。
9. Tighten Up (Japanese Gentlemen Stand Up Please!)
アルバム『増殖』より。
10. La Femme Chinoise
アルバム『イエロー・マジック・オーケストラ (US版)』より。
11. Insomnia
アルバム『ソリッド・ステイト・サヴァイヴァー』より。
12. Simoon
アルバム『イエロー・マジック・オーケストラ (US版)』より。
13. Firecracker
アルバム『イエロー・マジック・オーケストラ (US版)』より。

### Disc 2 (The Middle)
1. Jiseiki-Hirake Kokoro
スネークマンショーのアルバム『スネークマン・ショー』より。
2. Cue
アルバム『BGM』より。
3. Key
アルバム『テクノデリック』より。
4. Neue Tanz
アルバム『テクノデリック』より。
5. Seoul Music
アルバム『テクノデリック』より。
6. Camouflage
アルバム『BGM』より。
7. Rap Phenomena
アルバム『BGM』より。
8. Taiso
アルバム『テクノデリック』より。
9. U.T
アルバム『BGM』より。
10. Light in Darkness
アルバム『テクノデリック』より。
11. Music Plans
アルバム『BGM』より。
12. Mass
アルバム『BGM』より。
13. 1000 Knives
アルバム『BGM』より。
14. Pure Jam
アルバム『テクノデリック』より。

### Disc 3 (The Later)
1. Wild Ambitions
アルバム『浮気なぼくら』より。
2. Lotus Love
アルバム『浮気なぼくら』より。
3. Ongaku
アルバム『浮気なぼくら』より。
4. The Madmen
アルバム『サーヴィス』より。
5. Kimi Ni Mune Kyun
アルバム『浮気なぼくら』より。
6. See Through
アルバム『サーヴィス』より。
7. Kai-Koh
アルバム『浮気なぼくら』より。
8. Limbo
アルバム『サーヴィス』より。
9. Shadows on the Ground
アルバム『サーヴィス』より。
10. Chaos Panic
シングル『君に、胸キュン。』より。
11. Kageki Na Shukujo
シングル『過激な淑女』より。
12. Perspective
アルバム『サーヴィス』より。
13. You've Got to Help Yourself
アルバム『サーヴィス』より。

### Disc 4 (The Live)
1. Propaganda
アルバム『アフター・サーヴィス』より。
2. Tong Poo
アルバム『アフター・サーヴィス』より。
3. Solid State Survivor
アルバム『アフター・サーヴィス』より。
4. Ballet
アルバム『アフター・サーヴィス』より。
5. Cosmic Surfin'
アルバム『パブリック・プレッシャー』より。
6. Rocket Factory
アルバム『フェイカー・ホリック』より。
7. Day Tripper
アルバム『フェイカー・ホリック』より。
8. Radio Junk
アルバム『フェイカー・ホリック』より。
9. Zai Kung Tong Shonen
アルバム『フェイカー・ホリック』より。
10. Behind the Mask
アルバム『フェイカー・ホリック』より。
11. Technopolis
アルバム『フェイカー・ホリック』より。
12. 1000 Knives
アルバム『フェイカー・ホリック』より。
13. The End of Asia
アルバム『フェイカー・ホリック』より。
14. Firecracker
アルバム『アフター・サーヴィス』より。

### Disc 5 (Remixes and Rare Tracks)
1. Tong Poo The Orb Remix
オリジナルはアルバム『イエロー・マジック・オーケストラ』より。ほとんど原型をとどめていない。
2. Computer Games Mark Gamble Micro-Mix(IV)
オリジナルはアルバム『イエロー・マジック・オーケストラ』より。
3. Multiplies The Altern 8 Remix 12 Inch Version
オリジナルはアルバム『増殖』より。
4. Pure Jam The Sideways Remix
オリジナルはアルバム『テクノデリック』より。
5. Rydeen The Graham Massey Remix Long Version
オリジナルはアルバム『ソリッド・ステイト・サヴァイヴァー』より。リミックスアルバム『ハイテック・ノークライム』にショート・ヴァージョンが収録されている。
6. Neue Tanz The Something Wonderful Remix
オリジナルはアルバム『テクノデリック』より。
7. Light in Darkness The 808 States Remix Ambient Replise
オリジナルはアルバム『テクノデリック』より。
8. Tong Poo Special D.J. Copy 1978
日本のみのプロモーション・シングル、および海外12インチシングルで使用されたバージョン。
9. Firecracker Special D.J. Copy 1978
日本のみのプロモーション・シングルで使用されたバージョン。
10. Technopolis Single Mix Version 1979
シングル『テクノポリス』より。
11. Tighten Up A&M Mix 1980 (The Jeff Ayetoff and John Beverly Jones Remix)
アメリカで7インチ・シングルとしてリリースされた際にリミックスされたバージョン。
12. The Madmen
アルバム『アフター・サーヴィス』のために録音されたライヴ・テイク。未発表。
13. Chinese Whispers
アルバム『アフター・サーヴィス』のために録音されたライヴ・テイク。未発表。
14. Shadows on the Ground
アルバム『アフター・サーヴィス』のために録音されたライヴ・テイク。未発表。
15. Perspective
アルバム『アフター・サーヴィス』のために録音されたライヴ・テイク。未発表。